# Société des Artistes Indépendants
A Société des Artistes Indépendants (Sociedade de Artistas Independentes), reconhecida internacionalmente pelo seu Salon des Indépendants, é uma associação artística formada em Paris, a 29 de julho de 1884, que organizou inúmeras exposições em Paris, utilizando como slogan "sans jury ni récompense" ("sem júri nem recompensa"). Albert Dubois-Pillet, Odilon Redon, Georges Seurat e Paul Signac foram alguns dos seus fundadores. Actualmente ainda persiste e continua a organizar a sua icónica exposição anual.
Nas suas primeiras três décadas de existência, as suas exposições anuais definiram as tendências e os principais movimentos artísticos do início do século XX, juntamente com o célebre Salon d'Automne, possibilitando pela primeira vez a exibição de muitas obras de arte e vanguarda, sendo depois amplamente discutidas entre criadores e críticos, sem tabus.
Durante a Primeira Guerra Mundial e, novamente, durante o período de ocupação da França pela Alemanha Nazi, a sociedade encerrou ou diminuiu drasticamente as actividades do seu salão, contudo os artistas que a integravam continuaram activos durante e nos anos que se seguiram aos conflitos bélicos.
De 1920 até aos dias de hoje a sua sede permanece localizada nas vastas caves do Grand Palais (ao lado da Société des Artistes Français, da Société Nationale des Beaux-Arts, da Société du Salon d'Automne e muitas outras).

## História

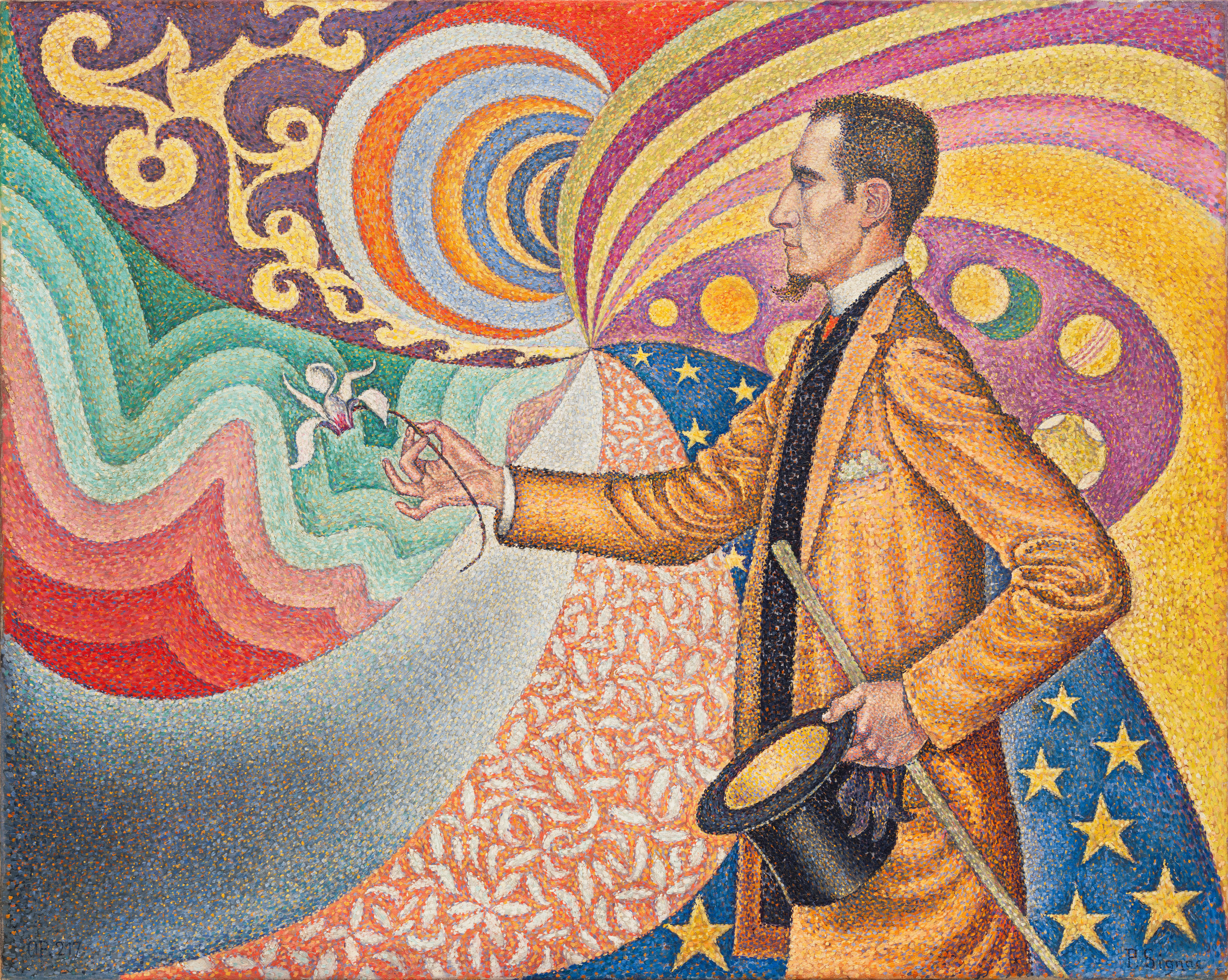
Paul Signac, 1890, Opus 217. Contra o esmalte de um fundo rítmico com batidas e ângulos, tons e matizes, Retrato de M. Félix Fénéon em 1890

Durante o Segundo Império Francês, Paris tornou-se na principal cidade europeia onde artistas franceses e de outros países se deslocavam para tentar singrar no mundo das artes. De ano para ano, aumentava o número de pintores e escultores a residir e trabalhar na capital francesa, assim como o número de obras submetidas para selecção dos icónicos Salon de Paris e Salon des Refusés, sendo muitas recusada pelo júri que procurava trabalhos mais tradicionais, provenientes das principais escolas de estética clássica. Para aqueles que não eram apoiados pela Académie de peinture et de sculpture, entidade encarregue de organizar as exposições e mostras de arte oficiais do Salon de Paris, ou sem o apoio formal de personalidades influentes no meio político e social, as suas hipóteses de expor numa galeria e, consequentemente, garantir a sua subsistência ou independência financeira através do seu trabalho artístico, eram muito escassas. Somente durante a Terceira República Francesa, os artistas que não contavam com apoio oficial do estado decidiram então criar uma organização com o objectivo de se auxiliarem mutuamente e assim quebrarem o monopólio dos salões e eventos de arte patrocinados pelo estado francês.
Em 1884, um "grupo de artistas independentes" foi autorizado pelo Ministério de Belas Artes a organizar uma exposição, numa sala cedida pela Câmara Municipal de Paris. Deste modo, de 15 de maio a 15 de julho, teve lugar a primeira exposição "gratuita" de arte, que exibiu mais de 5 mil obras criadas por mais de 400 artistas. Dois anos depois, o evento anual foi oficialmente baptizado como Salon des Indépendants.

O Salão dos Independentes (Salon des Indépendants em francês, também referido como Salon des Artistes Indépendants) comprometia-se em reunir as obras de artistas que reivindicam uma certa independência artística ou espírito de vanguarda. Era caracterizado pela ausência de prémios e de um júri de selecção, tendo, no entanto, vários comités que seleccionam as obras exibidas no salão. Em contraste com o Salon d'Automne, que tinha lugar em Paris durante os meses de outono, a partir de 1903, o Salon des Indépendants ocorria durante a primavera.

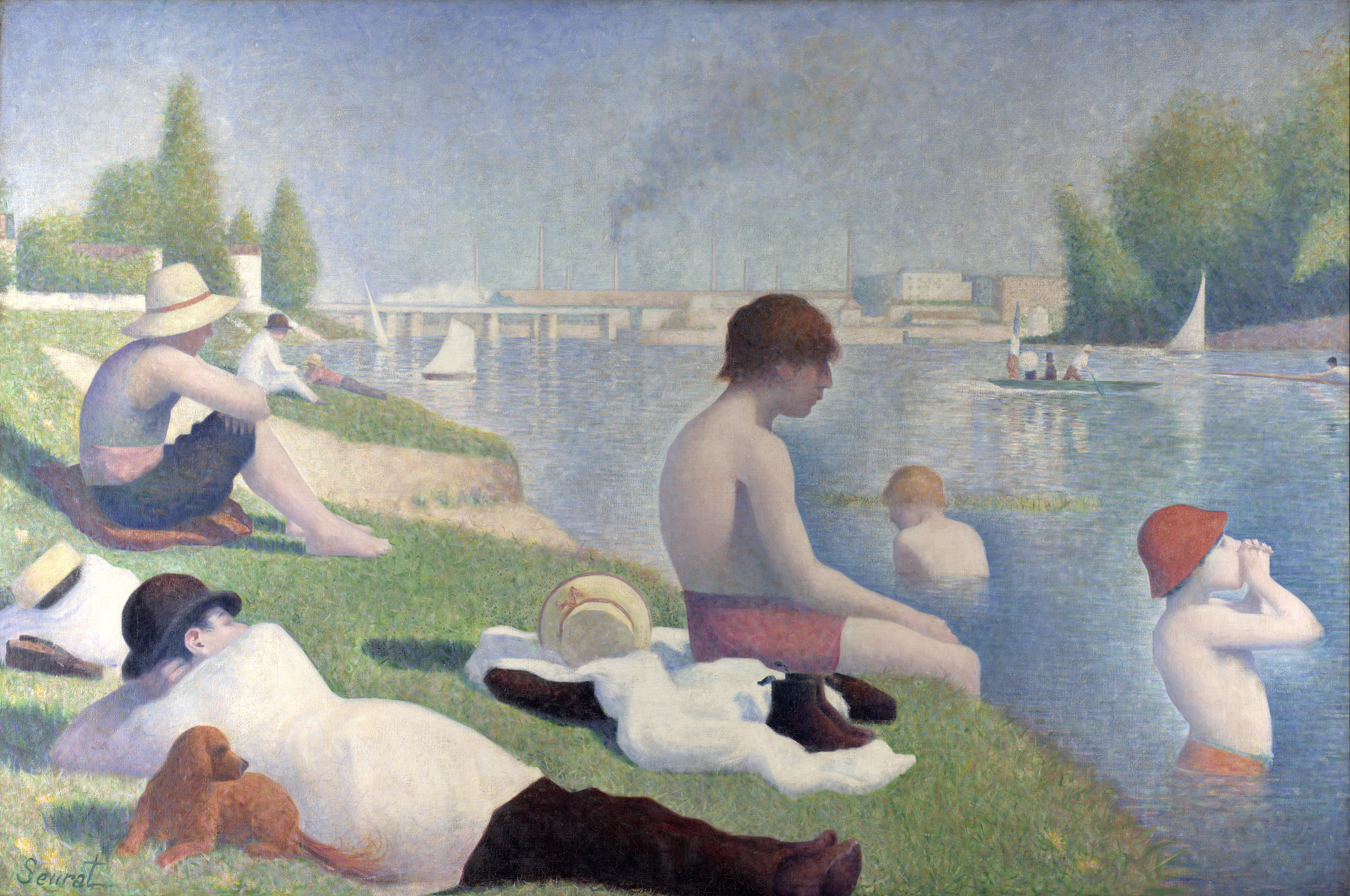
Georges Seurat 1884, retocado em 1887, Une baignade à Asnières (Banhistas em Asnières)

Embora o projecto tenha sido apoiado por várias figuras influentes da sociedade francesa, como Gustave Mesureur, vice-presidente do Conselho de Paris e Grão-Mestre da Grande Loja de França, Frédéric Hattat, presidente da comissão de Belas Artes do mesmo conselho, e Albert Dubois-Pillet, comandante da Guarda Republicana, membro do Grande Oriente de França, os primeiros anos de existência da associação e das suas exposições foram difíceis, sendo os fundadores criticados e as suas exposições chamadas de "ninho de revolucionários".

### Fundação Oficial
A 11 de junho de 1884, Maître Coursault, notário em Montmorency, Val-d'Oise, registou oficialmente a criação da Société des Artistes Indépendants.
O artigo 1 dos estatutos da organização visava: "(...) o objectivo da Société des Artistes Indépendants - baseado no princípio da abolição do júri de admissão - é permitir que os artistas apresentem as suas obras a julgamento público com total liberdade."

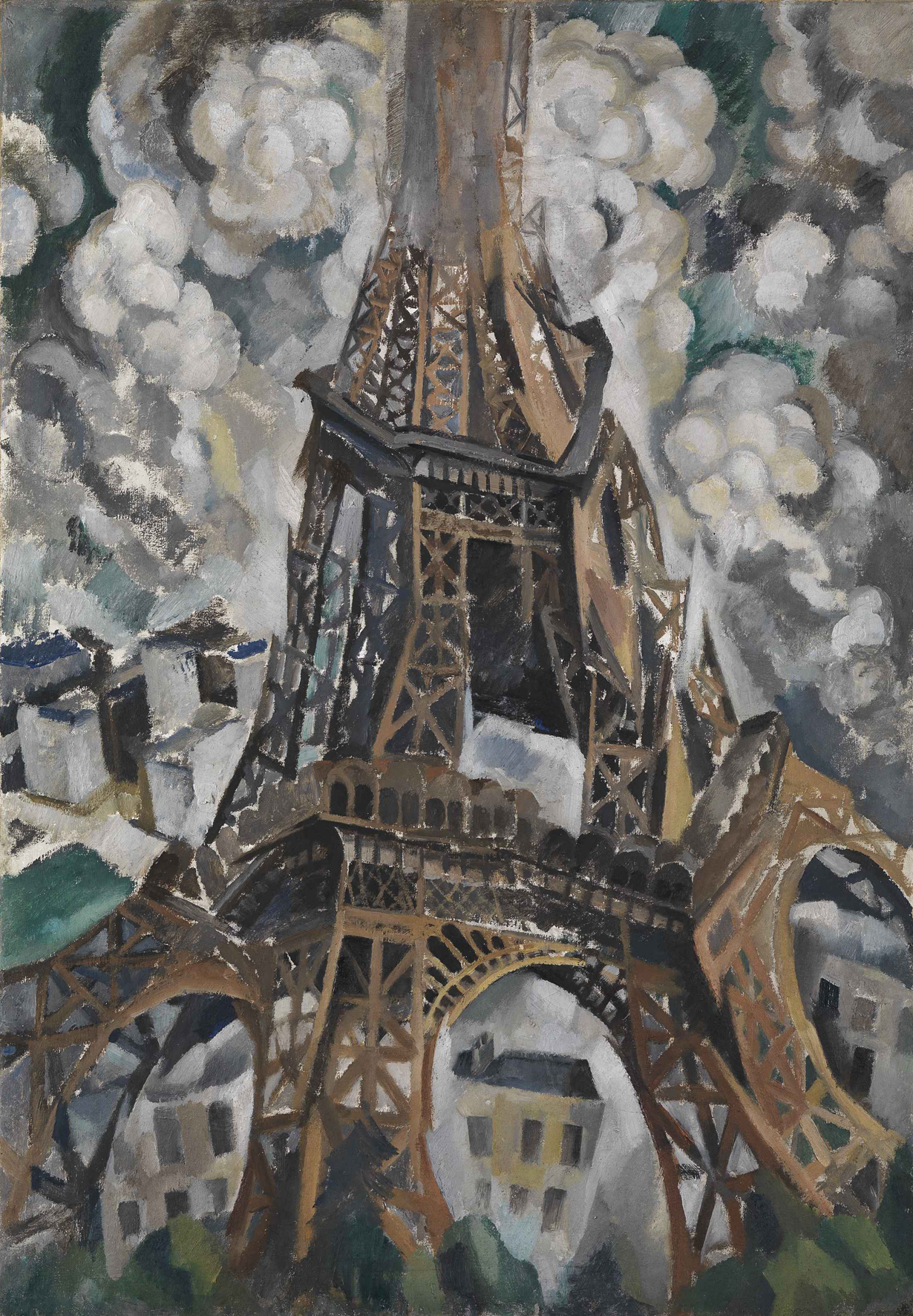
Robert Delaunay, Der Eiffelturm, 1910

### Exposições
Com mais de um século de existência, as suas exposições anuais não só definiram as várias etapas dos principais movimentos artísticos do início do século XX como também impulsionaram as carreiras de inúmeros artistas a nível internacional. Praticamente todos os artistas associados ao modernismo, realismo e a outros movimentos de vanguarda, como o pós-impressionismo, les nabis, simbolismo, neo-impressionismo, divisionismo, fauvismo, expressionismo, cubismo, dadaísmo e abstraccionismo, expuseram no Salon des Indépendants.

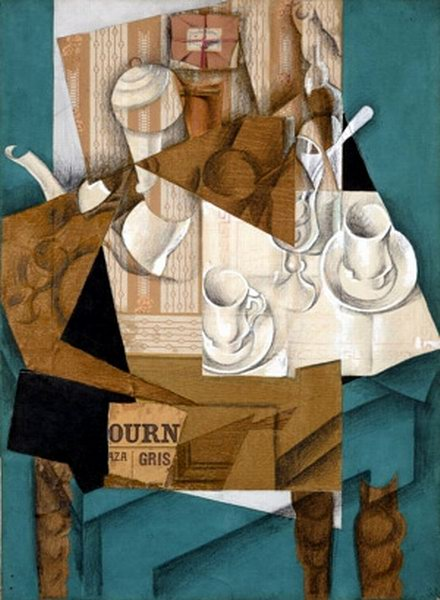
Juan Gris, Le Petit Déjeuner, 1914

## Artistas notáveis

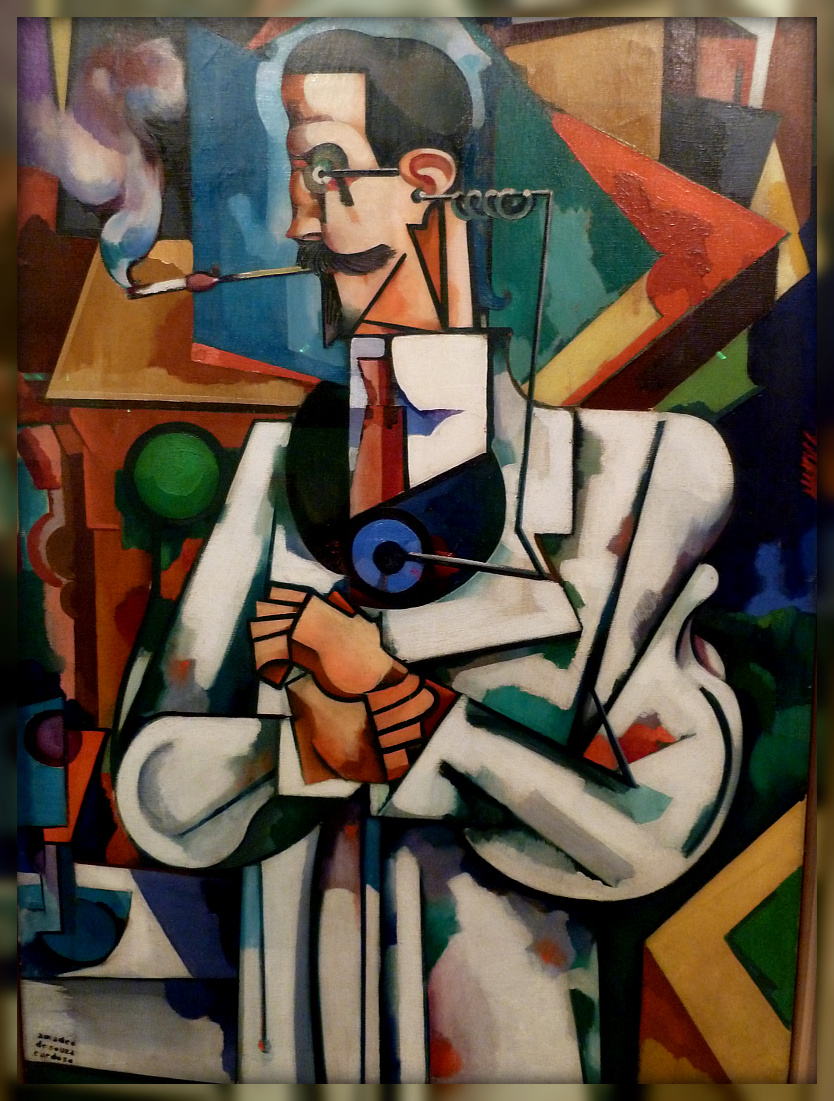
Amadeo de Souza-Cardoso, Retrato de Paulo Alexander, 1916

- Alexander Archipenko
- Georges Braque
- Bernard Buffet
- Charles Camoin
- Marc Chagall
- Georgette Chen
- Giorgio de Chirico
- Joseph Csaky
- Robert Delaunay
- Sonia Delaunay
- Jean Dries
- Albert Dubois-Pillet
- Marcel Duchamp
- Georges Dufrénoy
- Raoul Dufy
- Alexandra Exter
- Henri Le Fauconnier
- Alberto Giacometti
- Albert Gleizes
- Henryk Gotlib
- Juan Gris
- Louise Janin
- Wassily Kandinsky
- František Kupka
- Kiki of Paris
- Roger de La Fresnaye
- Henri Lebasque
- Fernand Léger
- André Lhote
- Kazimir Malevich
- André Mare
- Albert Marque
- Henri Matisse
- Vadim Meller
- Jean Metzinger
- Joan Miró
- Amedeo Modigliani
- Piet Mondrian
- Edvard Munch
- Henry Ottmann
- Francis Picabia
- Robert Antoine Pinchon
- Odilon Redon
- Jelka Rosen
- Henri Rousseau
- Olga Sacharoff
- René Schützenberger
- André Dunoyer de Segonzac
- Georges Seurat
- Paul Signac
- Alfred Sisley
- Léopold Survage
- Amadeo de Souza Cardoso
- Sonia Terk
- Henri de Toulouse-Lautrec
- Henriette Tirman
- Vincent van Gogh
- Louis Valtat
- Felix Vallotton
- Jacques Villon
- Édouard Vuillard
- Maurice de Vlaminck
- Othon Friesz

### Artistas Portugueses
- Alberto Cardoso (1935-1937)
- Alice Áurea Rose de Castro (1929)
- António Carneiro (1897)
- Amadeo de Souza-Cardoso (1911-1912, 1914)[2]
- Eduardo Gandon (1932-1933)
- Ernesto Canto da Maia (1923, 1926, 1928-1936)
- Manuel Gonçalves Bento (1926-1929)
- Maria Helena Vieira da Silva (1931)[3]

### Artistas Brasileiros
- Alberto da Veiga Guignard (1929)
- Annita Malfatti (1926-1928)[4]
- Domingos Toledo-Piza (1921, 1923-1925, 1927-1928)
- Gastão Simões de Fonseca (1921, 1923-1926, 1933, 1936-1937, 1943)
- Gaston Infante (1928)
- Ivan da Silva-Bruhns (1920-1924, 1936)
- Lasar Segall (1932)
- Roberto Augusto Colin (1921-1928, 1934-1935)
- Samson Flexor (1937, 1941, 1946, 1948)[5]
- Vicente de Rego Monteiro (1923-1929)
- Victor Brecheret (1925, 1928-1930)
- Waldemar da Costa (1930-1931)